# لئون ششم
پاپ لئون ششم (به انگلیسی: Leo VI) یکی از پاپ‌های کلیسای کاتولیک رم بود که از ۹۲۸ تا ۹۲۸ میلادی پاپ بود.